# Läckeby
Läckeby is een plaats in de gemeente Kalmar in het landschap Småland en de provincie Kalmar län in Zweden. De plaats heeft 862 inwoners (2005) en een oppervlakte van 102 hectare.

## Verkeer en vervoer
Bij de plaats lopen de Europese weg 22 en Länsväg 125.